# Écuelles (Seine-et-Marne)
Pour les articles homonymes, voir Écuelles.
Écuelles est une ancienne commune française située dans le département de Seine-et-Marne en région Île-de-France, qui a fusionné le 1er janvier 2015 pour former la commune nouvelle d'Orvanne.
Depuis le 1er janvier 2016, Écuelles reste déléguée au sein de la commune nouvelle Moret Loing et Orvanne, puis au 1er janvier 2017 de Moret-Loing-et-Orvanne.
Ses habitants sont appelés les Écuellois,.

## Géographie

### Localisation
Écuelles est située dans le sud-ouest du département de Seine-et-Marne, à 2 km au sud de Moret-sur-Loing et 15 km au sud-est de Fontainebleau. Paris est à 83 km au nord-ouest,.

### Communes limitrophes
| Moret-sur-Loing | Saint-Mammès | La Grande-Paroisse Vernou-la-Celle-sur-Seine |
|                 | Écuelles     | Montarlot                                    |
| Épisy           |              | Villecerf                                    |

### Géologie et relief
Un sous-sol composé de calcaire permet l’exploitation d’une imposante carrière.

### Hydrographie
Le système hydrographique de la commune se compose de treize cours d'eau référencés :
- la Seine, fleuve long de 774,76 km[5]ainsi que :
  - un bras de 1,02 km[6] ;
  - un bras de 1,73 km[7] ;
  - la rivière le Loing, longue de 142,73 km[8], affluent en rive gauche de la Seine ;
    - la rivière Orvanne, longue de 38,84 km[9], affluent du Loing, ainsi que :
      - un bras de 0,04 km[10] ;
      - un bras de 0,18 km[11] ;
      - un bras de 0,20 km[12] ;
      - un bras de 1,81 km[13] ;
      - un bras de 1,98 km[14] ;
      - le ru des Bouillons, 3,65 km[15], affluent de l’Orvanne ;
        - le fossé 01 de la Montagne de Train, 1,47 km[16], affluent du ru des Bouillons ;
- le canal du Loing, long de 45,90 km[17].

Par ailleurs, son territoire est également traversé par l’aqueduc de la Vanne et le canal 01 de Bagatelle, aqueduc et conduite forcée non navigable de 0,55 km.
La longueur linéaire globale des cours d'eau sur la commune est de 19,21 km.

## Urbanisme

### Occupation des sols
En 2018, le territoire de la commune se répartit en 42,5 % de terres arables, 19,5 % de forêts, 14,3 % de zones urbanisées, 8,2 % de mines, décharges et chantiers, 4,3 % de zones industrielles commercialisées et réseaux de communication, 4,3 % de zones agricoles hétérogènes, 3,1 % de prairies, 2,6 % de milieux à végétation arbusive et/ou herbacée, 1 % d’eaux continentales - < 0,5 % d’espaces verts artificialisés non agricoles.

### Logement
Depuis le 1er janvier 2017, Écuelles reste déléguée au sein de la commune nouvelle Moret Loing et Orvanne (77316).

## Histoire

### Préhistoire
Sépulture néolithique en tumulus à Saint-Lazare
Au lieu-dit Saint-Lazare près du faubourg d'Écuelles à l'est de Moret, entre la route de Montereau (D606) et le chemin de Montarlot (D40E1) près de l'étang de Moret, se trouve un tumulus établi en sous-sol, recouvert de 25 cm de terre végétale. M. Chouquet y a trouvé des ossements humains calcinés et, dans un trou, 5 fragments de crânes ; d'après lui, deux rites de sépultures y ont eu lieu, l'un avant l'incinération et l'autre après. D'autres chambres entourées et recouvertes de pierres contenaient des axillaires, dents et morceaux de crânes ; certains à peine brûlés et d'autres complètement noircis par le feu. Selon G. Lioret, cette disparité de traitement viendrait de ce que la technique d'incinération n'était pas encore maîtrisée. Selon Broca, ces crânes s'apparentent à ceux trouvés par Chouquet au tertre Guérin (4 km à l'est, sur la Grande-Paroisse où se trouve aussi le célèbre site de Pincevent) ; deux d'entre eux montrent des traces de trépanation.
La « chambre dolménique » du tumulus, intacte, a livré un couteau en silex noir, une amulette en schiste avec deux trous de suspension, un disque en silex percé et des fragments de poterie néolithique.
Hallstatt final à Charmoy
Le lieu-dit Charmoy se trouve entre la D 218 et l'étang de Moret. C'est l'un des premiers sites découverts en bord de plateau autour de la confluence Yonne-Seine. Il est occupé au Hallstatt final, de la fin du VIe siècle à la deuxième moitié du Ve siècle. Il a livré des bâtiments sur pilotis, des silos et des fosses contenant une grande quantité de fragments de céramique, dont des poteries peintes ; ainsi que des vestiges d'artisanat métallurgique, avec réduction du fer et fabrication de parures moulées en bronze.

### XXIesiècle
La commune s'est transformée le 1er janvier 2015 en commune déléguée de la commune nouvelle d'Orvanne, puis, le 1er janvier 2016, de Moret Loing et Orvanne, qui regroupe les anciennes communes de Moret-sur-Loing, Écuelles, Épisy et Montarlot, et au 1er janvier 2017, de Moret-Loing-et-Orvanne.

## Politique et administration

### Rattachements administratifs et électoraux
Écuelles faisait partie de l’arrondissement de Fontainebleau, et était historiquement rattachée au canton de Moret-sur-Loing. Dans le cadre du redécoupage cantonal de 2014 en France, elle a été intégrée au canton de Montereau-Fault-Yonne.

### Intercommunalité
La commune était membre fondateur de la communauté de communes Moret Seine et Loing.

### Tendances politiques et résultats
Lors des élections municipales du 23 mars 2014, deux listes se sont présentées aux suffrages des électeurs, la liste « Une nouvelle étape » du maire sortant Jean-Christophe Paquier, qui a recueilli 60,3 % des voix, et une liste conduite par l'ancien premier adjoint avant 2008, Alain Girault, qui a obtenu 39,7 %.

### Liste des maires
| Période                                  | Période          | Identité                      | Étiquette | Qualité            |
| ---------------------------------------- | ---------------- | ----------------------------- | --------- | ------------------ |
| Les données manquantes sont à compléter. |                  |                               |           |                    |
|                                          | 1879             | Antoine Cossinet              |           |                    |
| 1879                                     | 1879             | Gabriel Colmet-Dâage          |           |                    |
| 1879                                     | 1888             | Auguste Cornabé               |           |                    |
| 1888                                     | 1892             | Jules Bastard                 |           |                    |
| 1892                                     | 1919             | François-Joseph-Adrien Cochin |           |                    |
| 1919                                     | 1931             | Vincent Tanneur               |           |                    |
| 1931                                     | 1935             | Gustave Rabotin               |           |                    |
| 1935                                     | 1935             | Charles Panier                |           |                    |
| 1937                                     | 1944             | Alexandre Dumont              |           |                    |
| 1944                                     | mai 1945         | Henri Gustave Godard          |           |                    |
| mai 1945                                 | mars 1959        | Noé Refauvelet                |           |                    |
| mars 1959                                | 1960             | Roland Coulon                 |           |                    |
| 1960                                     | mars 1977        | Robert Saint-Hilaire          | DVD       |                    |
| mars 1977                                | 2000             | Yvonne Coutenceau             | PCF       |                    |
| 2000                                     | mars 2008        | Jacques Maréchal              | DVG       | Employé de banque  |
| mars 2008                                | 31 décembre 2014 | Jean-Christophe Paquier       | PS        | Ingénieur agronome |

### Liste des maires délégués
| Période          | Période                      | Identité                | Étiquette | Qualité                                                                                         |
| ---------------- | ---------------------------- | ----------------------- | --------- | ----------------------------------------------------------------------------------------------- |
| 1er janvier 2015 | 25 novembre 2016             | Jean-Christophe Paquier | PS        | Ingénieur agronome                                                                              |
| 15 décembre 2016 | En cours (au 5 juillet 2020) | Jean-Philippe Fontugne  | PS        | Cadre territorial, vice-président de la communauté de communes Moret Seine et Loing (2008-2020) |

## Population et société

### Démographie
L'évolution du nombre d'habitants est connue à travers les recensements de la population effectués dans la commune depuis 1793. À partir du 1er janvier 2009, les populations légales des communes sont publiées annuellement dans le cadre d'un recensement qui repose désormais sur une collecte d'information annuelle, concernant successivement tous les territoires communaux au cours d'une période de cinq ans. 
Pour les communes de moins de 10 000 habitants, une enquête de recensement portant sur toute la population est réalisée tous les cinq ans, les populations légales des années intermédiaires étant quant à elles estimées par interpolation ou extrapolation. Pour la commune, le premier recensement exhaustif entrant dans le cadre du nouveau dispositif a été réalisé en ,.
En 2012, la commune comptait 2 489 habitants.
| 1821 | 1831 | 1836 | 1841 | 1846 | 1851 | 1856 | 1861 | 1866 |
| ---- | ---- | ---- | ---- | ---- | ---- | ---- | ---- | ---- |
| 457  | 560  | 634  | 592  | 630  | 595  | 380  | 351  | 361  |

| 1872 | 1876 | 1881 | 1886 | 1891 | 1896 | 1901 | 1906 | 1911 |
| ---- | ---- | ---- | ---- | ---- | ---- | ---- | ---- | ---- |
| 345  | 312  | 303  | 334  | 309  | 361  | 450  | 488  | 483  |

| 1921 | 1926 | 1931 | 1936 | 1946 | 1954 | 1962  | 1968  | 1975  |
| ---- | ---- | ---- | ---- | ---- | ---- | ----- | ----- | ----- |
| 449  | 544  | 686  | 734  | 765  | 927  | 1 036 | 1 098 | 1 206 |

| 1982  | 1990  | 1999  | 2006  | 2011  | 2012  | - | - | - |
| ----- | ----- | ----- | ----- | ----- | ----- | - | - | - |
| 1 410 | 1 940 | 2 463 | 2 553 | 2 443 | 2 489 | - | - | - |

### Enseignement
Écuelles accueille l'école maternelle des Lilas, située rue de l'Église, ainsi qu'une école primaire dans la rue de Ravanne.

### Sports
Gymnase, rue Georges Villette.

## Économie
Depuis le 1er janvier 2017, Écuelles reste déléguée au sein de la commune nouvelle Moret Loing et Orvanne (77316).
Un des trois centres de recherches d’Électricité de France, Les Renardières, est situé à Écuelles.

## Culture locale et patrimoine

### Lieux et monuments
- Pierre Droite, menhir  Classé MH (1889)[32].
- L'église Saint-Rémi, construite lors des XIIIe et XIVe siècles, en partie détruite pendant la Révolution, restaurée en 1880.  Inscrite MH (1926)[33].

- Le château La Charmière (manoir).

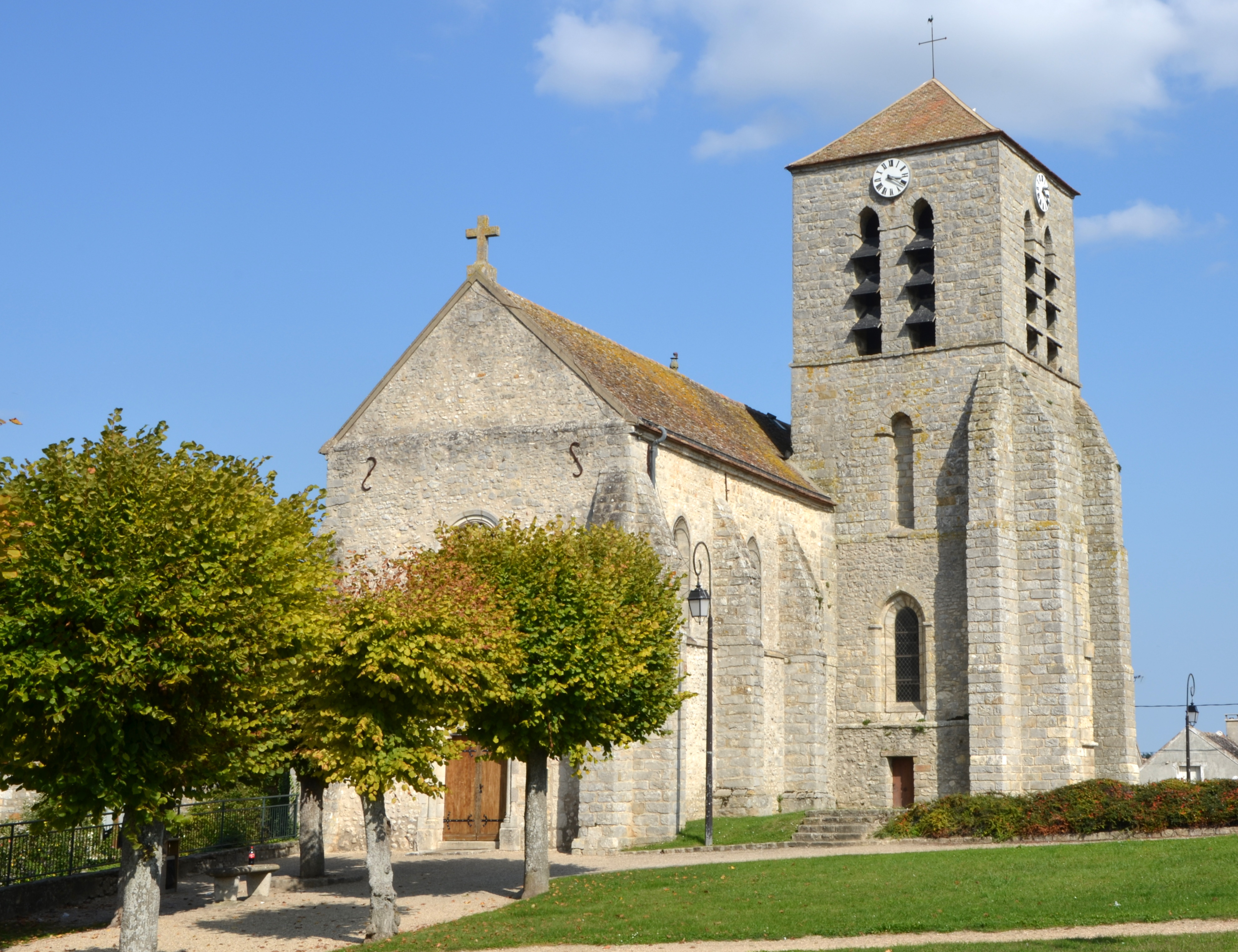
L'église Saint-Rémi d'Écuelles

- Le Monastère du Don-de-Dieu, autrefois occupé par des religieuses bénédictines, transformé en maison d'accueil pour prostituées par le père Jean-Philippe Chauveau en 2016[34].
- Domaine de Ravanne,  Inscrit MH (1987)[35].

### Personnalités liées à la commune
- Joseph Gelineau (1920 - 2008), prêtre jésuite curé de la commune dans les années 1990.
- Jean-Philippe Chauveau, prêtre de rue (1950 -    ).
- Robert Lamoureux[précision nécessaire] (1920 - 2011).